# Plataforma Small Global Modular Architecture
La Plataforma Small Global Modular Architecture es una plataforma para automóviles del segmento B desarrollada por Fiat Group Automobiles. Debutó en el Fiat 500L en 2012. El desarrollo de la plataforma toma como base la plataforma Small desarrolla por Fiat para el modelo Fiat Grande Punto de 2005. Es la primera de las plataformas modulares globales de Fiat diseñadas para cumplir con los estándares de los Estados Unidos y poder ser utilizada en monovolumenes, SUV y crossover.

## Especificaciones
La nueva plataforma está diseñada para poder ser usada en automóviles de tracción delantera y tracción a las cuatro ruedas. Fue diseñada para poder ser utilizada en automóviles de hasta 4,4 metros de longitud. Puede montar motores de gasolina de hasta 2,4 litros. La plataforma fue diseñada desde un primer momento para cumplir con los estándares de los Estados Unidos.

## Automóviles
| Imagen | Nombre           | Inicio | Fin | Carrocería | Dimensiones | Batalla | Transmisión        | Seguridad | Fábricas       |
| ------ | ---------------- | ------ | --- | ---------- | ----------- | ------- | ------------------ | --------- | -------------- |
|        | Fiat 500L        | 2012   |     |            |             |         | Tracción delantera |           | FAS Kragujevac |
|        | Fiat 500L Living | 2013   |     |            |             |         | Tracción delantera |           | FAS Kragujevac |

## Vehículos utilitarios deportivos
| Imagen | Nombre        | Inicio | Fin | Carrocería               | Dimensiones | Batalla | Transmisión                          | Seguridad | Fábricas               |
| ------ | ------------- | ------ | --- | ------------------------ | ----------- | ------- | ------------------------------------ | --------- | ---------------------- |
|        | Jeep Renegade | 2014   |     | Monovolumen de 5 puertas |             |         | Tracción integral                    |           | Fiat Melfi Fiat Goiana |
|        | Fiat 500X     | 2014   |     | Monovolumen de 5 puertas |             |         | Tracción delantera Tracción integral |           | Fiat Melfi             |
|        | Fiat Toro     | 2016   |     | Pickup doble cabina      |             |         | Tracción delantera Tracción integral |           | Fiat Goiana            |